# Dessislaw Tschukolow
Dessislaw Slawow Tschukolow (bulgarisch Десислав Славов Чуколов; * 22. Dezember 1974 in Russe, Bulgarien; † 8. März 2022) war ein bulgarischer Politiker der Partei Ataka, Abgeordneter der Partei Ataka im 40. (2005–2007), 41. (2009–2013), 42. (2013–2014), 43. (2014–2017) und 44. (2017–2021) bulgarischen Parlament und Mitglied des Europäischen Parlaments (2007–2009).

## Leben
Tschukolow absolvierte ein Studium der Europäistik an der Universität Russe im Jahre 2000 und war als Softwareingenieur tätig. Er beherrschte neben Bulgarisch noch Englisch, Deutsch und Russisch. Dessislaw Tschukolow war verheiratet und hatte ein Kind.
Tschukolow hatte den dritten Listenplatz der Partei Ataka, für die Europawahl in Bulgarien 2009. Seine Partei konnte jedoch nur zwei Sitze gewinnen.

## Standpunkte
Dessislaw Tschukolow widersetzte sich (wie die ganze Partei Ataka) einer eventuellen Mitgliedschaft der Türkei in der EU, „...weil dieser Staat keinen Platz dort hat...“. Die Türkei gehöre, so Tschukolow, „...weder geographisch, noch kulturell oder religiös zu Europa und beabsichtigt geopolitisch die ökonomische Eroberung von möglichst viel Territorien...“, was eine Gefahr darstelle.
Dessislaw Tschukolow verteidigte am 24. April 2015 den Entschließungsantrag seiner Partei, der den Völkermord an den Armeniern anerkennen und 24. April zum Gedenktag für seine Opfer bestimmen würde. Er erinnerte an einen früheren Entschließungsentwurf seiner Partei vom 17. Januar 2006, der von den damals im Parlament vertretenen Parteien abgelehnt wurde. Er widersetzte sich im Laufe der Parlamentssitzung dem Wegfallen des Wortes Völkermord und dem Ersetzen dieses Wortes durch Massenvernichtung. In der endgültigen Fassung der vom Parlament verabschiedeten Entschließung ist von Massenvernichtung die Rede.
Am 19. Juli 2019 prangerte Dessislaw Tschukolow den Erwerb von drei Flugzeugen F-16 an, die seit 1974 hergestellt werden. Die Flugzeuge würden, so Tschukolow, zu Wucherpreisen gekauft und das erste von ihnen werde voraussichtlich erst im Jahre 2023 geliefert werden. Anschließend fragte er, wieso ausgerechnet am Geburtstag des bulgarischen Helden Dimitar Spissarewski, der durch Aufopferung seines Lebens gegen die amerikanischen Luftangriffe gegen Sofia verübenden fliegenden Festungen gekämpft hatte, über diesen Kauf amerikanischer Flugzeuge beschlossen werde, deren Vorgänger Sofia bombardiert haben.
Am 20. März 2020 warnte Dessislaw Tschukolow, kurz nachdem der Ausnahmezustand wegen der Ausbreitung des CoViD-19 ausgerufen worden war, davor, dass die Menschen, die am Fest der Feste zur Kirche gehen möchten, vor dem Eingang nicht zurückgewiesen werden dürfen. Unser Glaube dürfe nicht, so Tschukolow, einem Supermarkt gleichgestellt werden. Er fragte, ob die Gläubigen am Fest der Feste für ihr Gebet Schlange stehen sollen.